# گکوی پارسی
گکوی پارسی ضیایی (نام علمی: Parsigecko ziaiei) نوعی گکوی بوم‌زاد ایران است که سال ۱۳۹۵ در منطقه حفاظت‌شده هماگ استان هرمزگان کشف و توصیف شد. این گونه در یک جنس منحصربفرد قرار می‌گیرد که فقط یک عضو دارد. باربد صفایی، هانیه غفاری از دانشگاه کردستان و استیون اندرسن از دانشگاه پاسیفیک کالیفرنیا این گونه را توصیف کرده‌اند.
گکوی پارسی زمین‌زی است و در جنگل‌های استپی میان درخت‌های پسته وحشی و درختچه‌های بادام کوهی زندگی می‌کند. نام علمی این گونه را به افتخار هوشنگ ضیایی، بوم‌شناس و نویسنده کتاب مرجع پستانداران ایران انتخاب کرده‌اند.
باربد صفایی معتقد است که این مارمولک نیز مانند یوز ایرانی به زودی به لیست قرمز اتحادیه جهانی حفاظت از حیات وحش اضافه خواهد شد اما «شاید به دلیل محدوده بسیار کوچک حضور گونه، از همین ابتدا وضعیت آن در آستانه انقراض در نظر گرفته شود».